# 任发政
任发政（1962年8月—），辽宁营口人，中国农业大学食品科学与营养工程学院教授，中国工程院院士。

## 生平
1987年毕业于北京农业大学。